# Сельсоветы Амурской области
Сельсоветы — согласно современному законодательству Амурской области, сельские поселения муниципальных районов.

## Описание
Особенностью административно-территориального устройства Амурской области является отнесение муниципальных образований к административно-территориальным единицам (ст. 3, ч. 1 п. 2), в соответствии с этим обозначение сельсовет является применительно к современному законодательству исторически сложившимся наименованием сельского поселения (ст. 3 ч. 8).
Сельсоветы (сельские поселения) наравне с остальными административно-территориальными единицами указываются в общем реестре.

## История
Сельсоветы на территории современной Амурской области были образованы в основном в 1920-х—1930-х.
После распада СССР сельсоветы были сохранены. Законом Амурской области от 23 октября 1995 года № 33-ОЗ сельсоветы были определены как органы местного самоуправления. Законом Амурской области от 1 декабря 1997 года № 44-ОЗ, отменившим Решение исполнительного комитета Амурского областного Совета народных депутатов от 13 июня 1983 г. № 251 «О порядке решения вопросов административно-территориального устройства в области», сельсоветы были определены как административно-территориальные единицы, в состав которых входят одно или несколько сельских поселений, не являющихся муниципальными образованиями, а также незастроенная территория.
Сельсоветы делились на муниципальные образования в составе районов и внутригородские муниципальные образования.
2 февраля 2000 года был опубликован реестр муниципальных образований и иных поселений Амурской области, в том числе сельсоветов.
В 2005 году в рамках реформы местного самоуправления сельсоветы внутри районов были определены как сельские поселения муниципальные районов, сельсоветы как внутригородские муниципальные образования были упразднены либо переданы в муниципальные районы.
Законом Амурской области от 23 декабря 2005 года, касающимся административно-территориального устройства, обозначение сельсовет было определено как исторически сложившееся название сельского поселения.

## Список

### Сельсоветы преобразованных районов
С 2020 года в Амурской области муниципальные районы преобразуются в муниципальные округа, что автоматически означает аналогичное преобразование на уровне административно-территориального устройства, соответственно, упразднение сельсоветов.
| №         | Сельсовет             | Район       | Комментарий                                  |
| --------- | --------------------- | ----------- | -------------------------------------------- |
| 1         | Албазинский           | Завитинский |                                              |
| 2         | Алексеевский          | Бурейский   |                                              |
| 3         | Амаранский            | Ромненский  |                                              |
| 3.000001  | Амурский              | Белогорский | 2014: объединён с Возжаевским сельсоветом    |
| 3.000002  | Андреевский           | Ивановский  | 2015: объединён с Правовосточным сельсоветом |
| 4         | Анновский             | Ивановский  |                                              |
| 5         | Аносовский            | Тындинский  |                                              |
| 6         | Антоновский           | Завитинский |                                              |
| 7         | Беленький             | Тындинский  |                                              |
| 8         | Белоцерковский        | Белогорский |                                              |
| 9         | Белояровский          | Завитинский |                                              |
| 10        | Березовский           | Ивановский  |                                              |
| 11        | Болдыревский          | Завитинский |                                              |
| 12        | Васильевский          | Белогорский |                                              |
| 13        | Великокнязевский      | Белогорский |                                              |
| 13.000003 | Верхнебельский        | Ромненский  | 2015: объединён с Поздеевским сельсоветом    |
| 14        | Верхнеильиновский     | Завитинский |                                              |
| 15        | Виноградовский        | Бурейский   |                                              |
| 16        | Возжаевский           | Белогорский |                                              |
| 17        | Восточный             | Тындинский  |                                              |
| 18        | Дальневосточный       | Ромненский  |                                              |
| 19        | Дипкунский            | Тындинский  |                                              |
| 20        | Дмитриевский          | Ивановский  |                                              |
| 21        | Долдыканский          | Бурейский   |                                              |
| 22        | Ерковецкий            | Ивановский  |                                              |
| 23        | Знаменский            | Ромненский  |                                              |
| 24        | Ивановский            | Ивановский  |                                              |
| 25        | Иннокентьевский       | Завитинский |                                              |
| 25.000004 | Калиновский           | Ромненский  | 2013: объединён с Ромненским сельсоветом     |
| 26        | Каховский             | Ромненский  |                                              |
| 27        | Константиноградовский | Ивановский  |                                              |
| 28        | Кувыктинский          | Тындинский  |                                              |
| 29        | Куприяновский         | Завитинский |                                              |
| 30        | Кустанаевский         | Белогорский |                                              |
| 31        | Ларбинский            | Тындинский  |                                              |
| 32        | Лопчинский            | Тындинский  |                                              |
| 33        | Лохвицкий             | Белогорский |                                              |
| 34        | Малиновский           | Бурейский   |                                              |
| 35        | Маревский             | Тындинский  |                                              |
| 36        | Моготский             | Тындинский  |                                              |
| 37        | Муртыгитский          | Тындинский  |                                              |
| 38        | Некрасовский          | Белогорский |                                              |
| 39        | Николаевский          | Ивановский  |                                              |
| 40        | Никольский            | Белогорский |                                              |
| 41        | Новинский             | Белогорский |                                              |
| 42        | Новоалексеевский      | Ивановский  |                                              |
| 43        | Новоивановский        | Ивановский  |                                              |
| 44        | Нюкжинский            | Тындинский  |                                              |
| 45        | Озерянский            | Белогорский |                                              |
| 46        | Олёкминский           | Тындинский  |                                              |
| 47        | Первомайский          | Тындинский  |                                              |
| 47.000005 | Петропавловский       | Ивановский  | 2014: объединён с Березовским сельсоветом    |
| 48        | Поздеевский           | Ромненский  |                                              |
| 49        | Правовосточный        | Ивановский  |                                              |
| 50        | Преображеновский      | Завитинский |                                              |
| 51        | Пригородный           | Белогорский |                                              |
| 52        | Приозерный            | Ивановский  |                                              |
| 53        | Райчихинский          | Бурейский   |                                              |
| 54        | Рогозовский           | Ромненский  |                                              |
| 55        | Родионовский          | Бурейский   |                                              |
| 56        | Ромненский            | Ромненский  |                                              |
| 57        | Светиловский          | Белогорский |                                              |
| 58        | Святоруссовский       | Ромненский  |                                              |
| 58.000006 | Семиозёрский          | Ивановский  | 2014: объединён с Березовским сельсоветом    |
| 58.000007 | Смоляновский          | Ромненский  | 2008: объединён с Чергалинским сельсоветом   |
| 59        | Соловьёвский          | Тындинский  |                                              |
| 60        | Среднебельский        | Ивановский  |                                              |
| 61        | Старорайчихинский     | Бурейский   |                                              |
| 62        | Томичевский           | Белогорский |                                              |
| 63        | Троицкий              | Ивановский  |                                              |
| 64        | Тутаульский           | Тындинский  |                                              |
| 65        | Урканский             | Тындинский  |                                              |
| 65.000008 | Успеновский           | Белогорский | 2014: объединён с Томичевским сельсоветом    |
| 66        | Успеновский           | Бурейский   |                                              |
| 67        | Успеновский           | Завитинский |                                              |
| 68        | Усть-Нюкжинский       | Тындинский  |                                              |
| 69        | Хорогочинский         | Тындинский  |                                              |
| 70        | Чергалинский          | Ромненский  |                                              |
| 71        | Черемховский          | Ивановский  |                                              |
| 72        | Чильчинский           | Тындинский  |                                              |
| 73        | Юкталинский           | Тындинский  |                                              |

### Сельсоветы существующих районов
| №          | Сельсовет                      | Район            | Комментарий                                      |
| ---------- | ------------------------------ | ---------------- | ------------------------------------------------ |
| 1e-06      | Актайский                      | Шимановский      | 2012: объединён с Новогеоргиевским сельсоветом   |
| 1          | Албазинский                    | Сковородинский   |                                                  |
| 2          | Алгачинский                    | Зейский          |                                                  |
| 3          | Амуро-Балтийский               | Зейский          |                                                  |
| 4          | Антоновский                    | Архаринский      |                                                  |
| 5          | Аргинский                      | Серышевский      |                                                  |
| 6          | Аркадьевский                   | Архаринский      |                                                  |
| 7          | Белояровский                   | Мазановский      |                                                  |
| 8          | Береговой                      | Зейский          |                                                  |
| 9          | Береинский                     | Шимановский      |                                                  |
| 10         | Богословский                   | Мазановский      |                                                  |
| 11         | Большесазанский                | Серышевский      |                                                  |
| 12         | Бомнакский                     | Зейский          |                                                  |
| 13         | Борисоглебский                 | Октябрьский      |                                                  |
| 14         | Варваровский                   | Октябрьский      |                                                  |
| 15         | Верхнезейский                  | Зейский          |                                                  |
| 16         | Верхнеполтавский               | Константиновский |                                                  |
| 17         | Верхнеуртуйский                | Константиновский |                                                  |
| 17.000002  | Водораздельненский             | Серышевский      | 2021: объединён с Сосновским сельсоветом         |
| 17.000003  | Войковский                     | Константиновский | 2015: объединён с Новопетровским сельсоветом     |
| 18         | Волковский                     | Благовещенский   |                                                  |
| 19         | Вольненский                    | Архаринский      |                                                  |
| 20         | Воскресеновский                | Михайловский     |                                                  |
| 21         | Восточный                      | Октябрьский      |                                                  |
| 21.000004  | Голубинский                    | Свободненский    | 2012: объединён с Курганским сельсоветом         |
| 22         | Гонжинский                     | Магдагачинский   |                                                  |
| 23         | Горненский                     | Зейский          |                                                  |
| 24         | Грибовский                     | Архаринский      |                                                  |
| 25         | Грибский                       | Благовещенский   |                                                  |
| 26         | Гродековский                   | Благовещенский   |                                                  |
| 27         | Гудачинский                    | Магдагачинский   |                                                  |
| 28         | Дактуйский                     | Магдагачинский   |                                                  |
| 29         | Джалиндинский                  | Сковородинский   |                                                  |
| 30         | Димский                        | Михайловский     |                                                  |
| 31         | Дмитриевский                   | Мазановский      |                                                  |
| 32         | Дмитриевский                   | Свободненский    |                                                  |
| 33         | Дубовской                      | Михайловский     |                                                  |
| 34         | Дугдинский                     | Зейский          |                                                  |
| 35         | Екатеринославский              | Октябрьский      |                                                  |
| 36         | Жариковский                    | Тамбовский       |                                                  |
| 37         | Желтояровский                  | Свободненский    |                                                  |
| 38         | Загорно-Селитьбинский          | Свободненский    |                                                  |
| 39         | Зеленоборский                  | Михайловский     |                                                  |
| 40         | Зеньковский                    | Константиновский |                                                  |
| 41         | Златоустовский                 | Селемджинский    |                                                  |
| 41.000005  | Золотогорский                  | Зейский          | 2014: объединён с Сосновоборским сельсоветом     |
| 41.000006  | Золотоножский                  | Константиновский | 2015: объединён с Зеньковским сельсоветом        |
| 42         | Ивановский                     | Зейский          |                                                  |
| 43         | Ивановский                     | Селемджинский    |                                                  |
| 44         | Иннокентьевский                | Архаринский      |                                                  |
| 45         | Исинский                       | Селемджинский    |                                                  |
| 46         | Казанский                      | Серышевский      |                                                  |
| 47         | Калининский                    | Михайловский     |                                                  |
| 48         | Касаткинский                   | Архаринский      |                                                  |
| 49         | Климоуцевский                  | Свободненский    |                                                  |
| 50         | Ключевской                     | Константиновский |                                                  |
| 51         | Коболдинский                   | Селемджинский    |                                                  |
| 52         | Коврижский                     | Константиновский |                                                  |
| 53         | Козьмодемьяновский             | Тамбовский       |                                                  |
| 54         | Константиновский               | Константиновский |                                                  |
| 55         | Королинский                    | Октябрьский      |                                                  |
| 56         | Коршуновский                   | Михайловский     |                                                  |
| 57         | Костюковский                   | Свободненский    |                                                  |
| 57.000007  | Красненский                    | Тамбовский       | 2015: объединён с Куропатинским сельсоветом      |
| 58         | Краснояровский                 | Мазановский      |                                                  |
| 59         | Крестовоздвиженский            | Константиновский |                                                  |
| 60         | Кузнецовский                   | Магдагачинский   |                                                  |
| 61         | Кундурский                     | Архаринский      |                                                  |
| 62         | Курганский                     | Свободненский    |                                                  |
| 63         | Куропатинский                  | Тамбовский       |                                                  |
| 63.000008  | Лазаревский                    | Тамбовский       | 2015: объединён с Козьмодемьяновским сельсоветом |
| 64         | Лебяжьевский                   | Серышевский      |                                                  |
| 65         | Ленинский                      | Архаринский      |                                                  |
| 66         | Лермонтовский                  | Серышевский      |                                                  |
| 67         | Лермонтовский                  | Тамбовский       |                                                  |
| 67.000009  | Лиманновский                   | Серышевский      | 2015: объединён с Лермонтовским сельсоветом      |
| 68         | Мазановский                    | Мазановский      |                                                  |
| 69         | Майский                        | Мазановский      |                                                  |
| 70         | Максимовский                   | Октябрьский      |                                                  |
| 71         | Малиновский                    | Шимановский      |                                                  |
| 72         | Малосазанский                  | Свободненский    |                                                  |
| 72.00001   | Маргаритовский                 | Мазановский      | 2015: объединён с Дмитриевским сельсоветои       |
| 73         | Марковский                     | Благовещенский   |                                                  |
| 73.000011  | Маркучинский                   | Свободненский    | 2012: объединён с Семёновским сельсоветом        |
| 74         | Михайловский                   | Благовещенский   |                                                  |
| 75         | Михайловский                   | Михайловский     |                                                  |
| 75.000012  | Могилёвский                    | Архаринский      | 2008: объединён с Грибовским сельсоветом         |
| 76         | Молчановский                   | Мазановский      |                                                  |
| 77         | Москвитинский                  | Свободненский    |                                                  |
| 78         | Муравьёвский                   | Тамбовский       |                                                  |
| 79         | Мухинский                      | Октябрьский      |                                                  |
| 80         | Мухинский                      | Шимановский      |                                                  |
| 81         | Натальинский                   | Благовещенский   |                                                  |
| 82         | Неверский                      | Сковородинский   |                                                  |
| 83         | Нижнебузулинский               | Свободненский    |                                                  |
| 84         | Нижнеильиновский (Ильиновский) | Михайловский     |                                                  |
| 85         | Нижнеполтавский                | Константиновский |                                                  |
| 86         | Николаевский                   | Зейский          |                                                  |
| 87         | Николаевский                   | Тамбовский       |                                                  |
| 88         | Николо-Александровский         | Октябрьский      |                                                  |
| 89         | Новгородский                   | Свободненский    |                                                  |
| 90         | Новоалександровский            | Тамбовский       |                                                  |
| 91         | Нововоскресеновский            | Шимановский      |                                                  |
| 92         | Новогеоргиевский               | Шимановский      |                                                  |
| 93         | Новоивановский                 | Свободненский    |                                                  |
| 94         | Новокиевский                   | Мазановский      |                                                  |
| 95         | Новомихайловский               | Октябрьский      |                                                  |
| 96         | Новопетровский                 | Благовещенский   |                                                  |
| 97         | Новопетровский                 | Константиновский |                                                  |
| 98         | Новороссийский                 | Мазановский      |                                                  |
| 99         | Новосергеевский                | Архаринский      |                                                  |
| 100        | Новосергеевский                | Серышевский      |                                                  |
| 101        | Новоспасский                   | Архаринский      |                                                  |
| 101.000013 | Новостепановский               | Свободненский    | 2012: объединён с Климоуцевским сельсоветом      |
| 102        | Новотроицкий                   | Благовещенский   |                                                  |
| 103        | Новотроицкий                   | Константиновский |                                                  |
| 104        | Новочесноковский               | Михайловский     |                                                  |
| 105        | Норский                        | Селемджинский    |                                                  |
| 106        | Овсянковский                   | Зейский          |                                                  |
| 107        | Огоджинский                    | Селемджинский    |                                                  |
| 108        | Огоронский                     | Зейский          |                                                  |
| 109        | Озёрненский                    | Серышевский      |                                                  |
| 110        | Октябрьский                    | Зейский          |                                                  |
| 110.000014 | Орловский                      | Константиновский | 2015: объединён с Новопетровским сельсоветом     |
| 111        | Отважненский                   | Архаринский      |                                                  |
| 112        | Панинский                      | Октябрьский      |                                                  |
| 112.000015 | Переясловский                  | Октябрьский      | 2020: объединён с Песчаноозёрским сельсоветом    |
| 113        | Песчаноозёрский                | Октябрьский      |                                                  |
| 114        | Петропавловский                | Свободненский    |                                                  |
| 115        | Петрушинский                   | Шимановский      |                                                  |
| 116        | Поляковский                    | Зейский          |                                                  |
| 117        | Полянский                      | Серышевский      |                                                  |
| 118        | Поярковский                    | Михайловский     |                                                  |
| 119        | Практичанский                  | Мазановский      |                                                  |
| 119.000016 | Привольненский                 | Тамбовский       | 2011: объединён с Тамбовским сельсоветом         |
| 119.000017 | Придорожненский                | Тамбовский       | 2011: объединён с Тамбовским сельсоветом         |
| 120        | Путятинский                    | Мазановский      |                                                  |
| 121        | Раздольненский                 | Тамбовский       |                                                  |
| 121.000018 | Рогачёвский                    | Свободненский    | 2011: объединён с Новоивановским сельсоветом     |
| 121.000019 | Романкауцкий                   | Мазановский      | 2015: объединён с Новокиевским сельсоветои       |
| 122        | Романовский                    | Октябрьский      |                                                  |
| 123        | Садовский                      | Тамбовский       |                                                  |
| 124        | Сапроновский                   | Мазановский      |                                                  |
| 125        | Саскалинский                   | Шимановский      |                                                  |
| 125.00002  | Свободнотрудский               | Шимановский      | 2012: объединён с Новогеоргиевским сельсоветом   |
| 126        | Северный                       | Архаринский      |                                                  |
| 127        | Селетканский                   | Шимановский      |                                                  |
| 128        | Семёновский                    | Свободненский    |                                                  |
| 129        | Семидомский                    | Константиновский |                                                  |
| 130        | Сергеевский                    | Благовещенский   |                                                  |
| 130.000021 | Серебрянский                   | Свободненский    | 2010: объединён с Костюковским сельсоветом       |
| 130.000022 | Сианский                       | Зейский          | 2014: объединён с Амуро-Балтийским сельсоветом   |
| 131        | Симоновский                    | Шимановский      |                                                  |
| 131.000023 | Смеловский                     | Октябрьский      | 2015: объединён с Королинским сельсоветом        |
| 132        | Снежногорский                  | Зейский          |                                                  |
| 133        | Солнечный                      | Сковородинский   |                                                  |
| 134        | Сосновоборский                 | Зейский          |                                                  |
| 135        | Сосновский                     | Серышевский      |                                                  |
| 135.000024 | Среднеполтавский               | Константиновский | 2014: объединён с Верхнеполтавским сельсоветом   |
| 136        | Стойбинский                    | Селемджинский    |                                                  |
| 137        | Сычёвский                      | Свободненский    |                                                  |
| 137.000025 | Талалинский                    | Свободненский    | 2012: объединён с Климоуцевским сельсоветом      |
| 138        | Талданский                     | Сковородинский   |                                                  |
| 139        | Тамбовский                     | Тамбовский       |                                                  |
| 140        | Тахтамыгдинский                | Сковородинский   |                                                  |
| 141        | Толбузинский                   | Магдагачинский   |                                                  |
| 142        | Толстовский                    | Тамбовский       |                                                  |
| 143        | Томский                        | Серышевский      |                                                  |
| 144        | Трудовой                       | Октябрьский      |                                                  |
| 145        | Тунгалинский                   | Зейский          |                                                  |
| 146        | Тыгдинский                     | Магдагачинский   |                                                  |
| 147        | Угловской                      | Мазановский      |                                                  |
| 148        | Украинский                     | Серышевский      |                                                  |
| 149        | Умлеканский                    | Зейский          |                                                  |
| 150        | Ураловский                     | Шимановский      |                                                  |
| 151        | Урильский                      | Архаринский      |                                                  |
| 152        | Усть-Ивановский                | Благовещенский   |                                                  |
| 152.000026 | Усть-Перский                   | Свободненский    | 2011: объединён с Дмитриевским сельсоветом       |
| 153        | Ушаковский                     | Шимановский      |                                                  |
| 153.000027 | Фроловский                     | Серышевский      | 2021: объединён с Полянским сельсоветом          |
| 154        | Хвойненский                    | Зейский          |                                                  |
| 155        | Чагоянский                     | Шимановский      |                                                  |
| 156        | Чалбачинский                   | Зейский          |                                                  |
| 157        | Чалганский                     | Магдагачинский   |                                                  |
| 158        | Черниговский                   | Архаринский      |                                                  |
| 158.000028 | Черниговский                   | Свободненский    | 2011: объединён с Желтояровским сельсоветом      |
| 159        | Черновский                     | Свободненский    |                                                  |
| 160        | Черняевский                    | Магдагачинский   |                                                  |
| 161        | Чесноковский                   | Михайловский     |                                                  |
| 162        | Чигиринский                    | Благовещенский   |                                                  |
| 163        | Широкологский                  | Серышевский      |                                                  |
| 164        | Юбилейненский                  | Зейский          |                                                  |
| 165        | Ядринский                      | Архаринский      |                                                  |

### Сельсоветы, упразднённые с 1989 до 1 января 2006 года
| №  | Сельсовет          | Подчинение           | Комментарий |
| -- | ------------------ | -------------------- | --- |
| 1  | Арсентьевский      | Михайловский район   | 2005: объединён с Михайловским сельсоветом                                                                                 |
| 2  | Белогорьевский     | Благовещенск, город  | 2005: внутригородское муниципальное образование упразднено                                                                 |
| 3  | Винниковский       | Михайловский район   | 2005: объединён с Калининским сельсоветом                                                                                  |
| 4  | Гильчинский        | Тамбовский район     | 2004: объединён с Раздольненским сельсоветом                                                                               |
| 5  | Игнашинский        | Сковородинский       | 2004: с. Игнашино передано в подчинение рп (пгт) Ерофей Павлович                                                           |
| 6  | Ильиновский        | Октябрьский район    | 2005: объединён с Борисоглебским сельсоветом                                                                               |
| 7  | Кивдо-Тюканский    | Бурейский район      | 2004: с. Кивдо-Тюкан, Муравка и ж/д ст. Тюкан переданы в подчинение рп (пгт) Буреей                                        |
| 8  | Краснополянский    | Серышевский район    | 2004: объединён с Томским сельсоветом                                                                                      |
| 9  | Кулустайский       | Бурейский район      | 2004: объединён с Малиновским сельсоветом                                                                                  |
| 10 | Куприяновский      | Михайловский район   | 2001: объединён с Новочесноковским сельсоветом                                                                             |
| 11 | Низинный           | Белогорск, город     | 2005: внутригородское муниципальное образование упразднено                                                                 |
| 12 | Новоалексеевский   | Завитинский район    | 2006: с. Новоалексеевка и ж/д ст. Тур переданы в подчинение г. Завитинска                                                  |
| 13 | Пионерский         | Магдагачинский район | 2004: объединён с Дактуйским сельсоветом                                                                                   |
| 14 | Плодопитомнический | Благовещенский район | 2006: с. Плодопитомник передано в подчинение г. Благовещенска                                                              |
| 15 | Садовский          | Благовещенский район | 2006: с. Садовое передано в подчинение г. Благовещенска, с. Кантон-Коммуна в Новотроицкий сельсовет Благовещенского района |
| 16 | Среднерейновский   | Сковородинский       | 2005: объединён с Джалиндинским сельсоветом                                                                                |
| 17 | Харьковский        | Октябрьский район    | 2004: объединён с Новомихайловским сельсоветом                                                                             |
| 18 | Червоноармейский   | Завитинский район    | 2006: с. Червоная Армия передано в подчинение г. Завитинска                                                                |

### Переименованные сельсоветы
| № | Сельсовет      | Район          | Год  | Новое название      |
| - | -------------- | -------------- | ---- | ------------------- |
| 1 | Астрахановский | Благовещенский | 1996 | Садовский сельсовет |

### Территориальные обмены с участием сельсоветов
| № | АТЕ / МО                   | Район            | Год       | Территориальный обмен                                                                             |
| - | -------------------------- | ---------------- | --------- | ------------------------------------------------------------------------------------------------- |
| 1 | Беленький сельсовет        | Тында, город     | 2005      | упразднён, впоследствии восстановлен с передачей в Тындинский район                               |
| 2 | Восточный сельсовет        | Октябрьский      | 2005      | п. Нагорный передан в Екатеринославский сельсовет                                                 |
| 3 | Джалиндинский сельсовет    | Сковородинский   | 2005      | п. Лесной передан в подчинение г. Сковородино                                                     |
| 4 | Завитинск, город           | Завитинский      | 1999      | выделен Червоноармейский сельсовет                                                                |
| 5 | Куприяновский сельсовет    | Михайловский     | 1992 1995 | 1992: выделен Арсентьевский сельсовет; к 1995: с. Петропавловка передано в Михайловский сельсовет |
| 6 | Курганский сельсовет       | Свободный, город | 2004      | передан в Свободненский район                                                                     |
| 7 | Новомихайловский сельсовет | Октябрьский      | 1996      | выделен Харьковский сельсовет                                                                     |

### Включение бывших посёлков городского типа (рабочих посёлков) в сельсоветы
Включение бывших посёлков городского типа (рабочих посёлков) в сельсоветы после 1989 года (года последней переписи в СССР).
| №  | Сельсовет         | Район          | Год  | Бывший рп (и, если есть, подчинённые с.н.п.) |
| -- | ----------------- | -------------- | ---- | -------------------------------------------- |
| 1  | Березовский       | Ивановский     | 1991 | с. Берёзовка                                 |
| 2  | Варваровский      | Октябрьский    | 1996 | с. Варваровка                                |
| 3  | Возжаевский       | Белогорский    | 1995 | с. Возжаевка, Амурское, Дубровка             |
| 4  | Екатеринославский | Октябрьский    | 1991 | с. Екатеринославка, Зорино, п. Нагорный      |
| 5  | Златоустовский    | Селемджинский  | 2010 | п. Златоустовск, Ольгинск                    |
| 6  | Коболдинский      | Селемджинский  | 2012 | с. Коболдо                                   |
| 7  | Неверский         | Сковородинский | 2001 | с. Невер, ж/д ст. Ульручьи                   |
| 8  | Огоджинский       | Селемджинский  | 2012 | с. Огоджа                                    |
| 9  | Октябрьский       | Зейский        | 1995 | с. Октябрьский, п. Ясный                     |
| 10 | Поярковский       | Михайловский   | 1992 | с. Поярково                                  |
| 11 | Соловьёвский      | Тындинский     | 1996 | с. Соловьёвск, п. Стрелка, с. Янкан          |
| 12 | Среднебельский    | Ивановский     | 1991 | с. Среднебелая, с. Приозёрное                |
| 13 | Стойбинский       | Селемджинский  | 2008 | с. Стойба (Амурская область), Селемджинск    |
| 14 | Талданский        | Сковородинский | 2001 | с. Талдан                                    |
| 15 | Тахтамыгдинский   | Сковородинский | 2001 | с. Тахтамыгда, ж/д ст. Мадалан, п. Ольдой    |
| 16 | Тыгдинский        | Магдагачинский | 1993 | с. Тыгда, Новопокровка                       |